# Le Journal du peuple
Le Journal du peuple est un quotidien anarchiste français fondé en 1870 par Henri Rochefort, Arthur Arnould, Louis Noir et Ulric de Fonvielle.

## Histoire

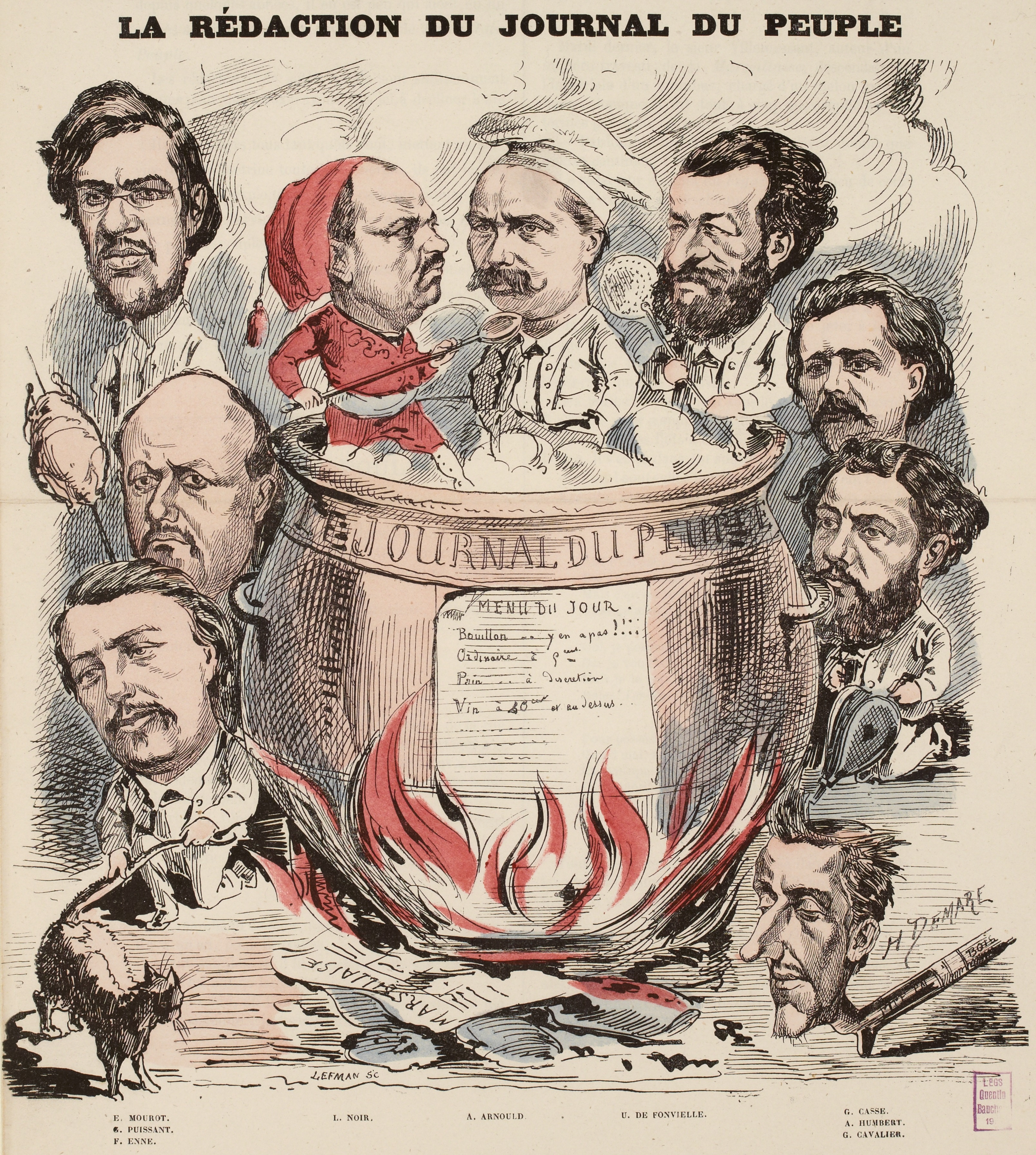
Rédaction du Journal du peuple par Henri Demare

Fondé par Henri Rochefort et ses habituels collaborateurs, Le Journal du peuple paraît durant deux mois (1er juillet 1870-6 septembre 1870). Il est suspendu dans les jours qui précèdent la chute de l'Empire
Sébastien Faure (Louis Matha à la gérance) reprend le titre en 1899 (6 février 1899-3 décembre 1899) en supplément – dans un premier temps – du Libertaire illustré, remplaçant pour une année Le Libertaire et Le Père Peinard. Créé au paroxysme de l'affaire Dreyfus, ce quotidien anarchiste, financé essentiellement, via Bernard Lazare, par le Comité de défense contre l'antisémitisme, devient la tribune du dreyfusisme radical.
Situé au 17 rue du Faubourg-Montmartre à Paris (1899), la rédaction était composée de deux équipes. La première, uniquement avec des anarchistes devait assurer la rédaction journalière. La quatrième page, traitant du mouvement ouvrier, était confiée à Fernand Pelloutier et au secrétaire général de la Fédération révolutionnaire des cheminots, Eugène Guérard. La seconde équipe était composée d'écrivains et théoriciens dont Aristide Briand, Jean Ajalbert, Octave Mirbeau, Pierre Quillard, Bernard Lazare, Pierre Bertrand, Adolphe Rette, Francis de Pressense ou Jean Psichari.

## Rédacteurs principaux
Entre parenthèses l'année de présence au journal.
- Jean Ajalbert (1899)
- Alla (pseudonyme de Louis Matha) (1899)
- Jean Allemane (1899)
- Louis Bergeron (1870)
- Pierre Bertrand (1899)
- Aristide Briand (1899)
- François Jean-Baptiste Broussouloux (1899)
- Charles-Albert (Albert-Charles) (pseudonyme de Charles Daudet (1899)
- René Chaughi (pseudonyme de Henri Gauche (1899)
- Giuseppe Ciancabilla (1899)
- Henri Claverie (1899)
- Gaston Couté (1899)
- Henri Dagan (1899)
- Jean Degalvès (1899)
- Maurice-Paul Delesalle dit Paul (1899)
- Fernand Desprès (en) (1899)
- Henri Dhorr (pseudonyme de Lucien Weill) (1899)
- Gaston Dubois-Desaulle (1899)
- Sébastien Faure (1899)
- Ulric de Fonvielle (1870)
- Gustave Franssen (1899)
- André Girard (sous le pseudonyme de Max Buhr)
- Eugène Guérard (1899)
- Lucien Guerineau (1899)
- Victor Hugo (1870)
- Octave Jahn (1899)
- Émile Janvion (1899)
- Bernard Lazare (1899)
- Henri Leyret (1899)
- Louis Lumet (1899)
- Charles Malato (1899)
- Constant Martin (1899)
- Louis Matha (1899)
- Victor Méric (1899)
- Octave Mirbeau (1899)
- Eugène Moreau (1899)
- Louis Noir (1870)
- Fernand Pelloutier (1899)
- Gaëtan Picard (1899)
- Eugène Pottier (1870)
- Émile Pouget(1899)
- Francis de Pressensé (1899)
- Jacques Prolo (pseudonyme de Jean Pausader) (1899)
- Jean Psichari (1899)
- Pierre Quillard (1899)
- Henri Rainaldy (1899)
- Adolphe Retté (1899)
- Henri Rochefort (1870)
- Laurent Tailhade (1899)
- Alexandre Tennevin (1899)
- Michel Zévaco (1899)
- Zo d'Axa (1899)